# Shay Byrne
Pour les articles homonymes, voir Byrne.
Shay Byrne (né le 19 août 1972) est un animateur de radio irlandais.

## Biographie
Byrne grandit à Artane et fait des études de comptabilité à Carlow, qu'il abandonne au début. Il travaille ensuite pour une entreprise de téléphonie mobile et une entreprise d’équipement vidéo, pour l'entreprise de peinture et de décoration de son père, qu'il reprend finalement à sa mort en 2000, et y est rejoint par son frère Maurice, ancien inspecteur en chef de l'association de protection des animaux DSPCA. En 2004, il commence à travailler pour des sociétés événementielles, se déguisant pour des promotions, fait du karaoké, le DJ, jouant Elvis dans les cabarets de Noël.

## Carrière
En 2005, Byrne rejoint la chaîne publique irlandaise Raidió Teilifís Éireann (RTÉ) après que sa femme repère une publicité pour des speakers. Il commence à travailler sur des émissions avec Ryan Tubridy (en) et Derek Mooney. Après avoir travaillé quelque temps comme speaker pour RTÉ, il devient présentateur sur RTÉ Radio 1 (en). Il anime sa propre émission Shay Byrne's Friday Lounge le vendredi soir entre 2006 et 2011. Il est annoncé le 4 mars 2011 que Byrne remplacera Maxi, à la suite de la maladie de cette dernière, en tant que présentateur de Rising Time, émission de 5 h 30 à 7 h en semaine. Il en devient l'animateur principal en octobre de la même année.
De 2011 à 2015, il commente le Concours Eurovision de la chanson pour la radio.

## Vie privée
Byrne rencontre en 1996 sa compagne Linda Nolan à la Stillorgan Musical Society, une école de comédie musicale, ils se marient en octobre 2000. Ils ont trois enfants, Holly, Jack et Katie. Ils résident actuellement à Dublin.